# Elle et son chat
Elle et son chat (彼女と彼女の猫-Their standing points-, Kanojo to kanojo no neko - Their standing points) est un court métrage d'animation japonais réalisé en 1999 par Makoto Shinkai. Ce film indépendant est en noir et blanc, d'environ 5 minutes et minimaliste[réf. souhaitée]. Il s'agit également de sa première production. 

## Synopsis
Ce film met en scène les relations entre un chat et sa maitresse, du point de vue du chat.

## Fiche technique
Réalisation : Makoto Shinkai
Scénario : Makoto Shinkai
Musique : Tenmon
Studio d'animation : CoMix Wave Films
Sortie : 1999

### Doublage
|                 | Seiyū (japonais) | Italien           |
| --------------- | ---------------- | ----------------- |
| Elle            | Mika Shinohara   | Perla Liberatori  |
| Le chat (chobi) | Makoto Shinkai   | Massimiliano Alto |

## Production
Mis à part la bande son créée par son ami Tenmon, ce film est entièrement réalisé par Makoto Shinkai.
Entièrement conçu et produit par ses soins - sur son temps libre, et avec les moyens du bord - le film fut distribué sur CD-R fait par Shinkai avec la bande originale. Avec le support de Mangazoo, Yoshihiro Hagiwara notamment, Makoto Shinkai peut se lancer dans une entreprise plus vaste : Hoshi no koe (on y retrouve d'ailleurs son premier film/CD dans les bonus du DVD).

## Autres adaptations
Un manga one-shot est sorti le 23 août 2016, il est dessiné par Yamagushi Tsubasa (auteure de Blue Period). Il est édité en France chez Pika et sort le 29 septembre 2021. 

Une adaptation animé sort aussi en 2016. Il s'agit d'une mini-série de 4 épisodes qui durent 8 minutes chacun. 
| No | Titre français          | Titre japonais       | Titre japonais                 | Date de 1re diffusion |
| No | Titre français          | Kanji                | Rōmaji                         | Date de 1re diffusion |
| -- | ----------------------- | -------------------- | ------------------------------ | --------------------- |
| 1  | Elle et son appartement | 彼女と彼女の部屋     | Kanojo to Kanojo no Heya       | 4 mars 2016           |
| 2  | Elle et son ciel        | 彼女と彼女の空       | Kanojo to Kanojo no Sora       | 11 mars 2016          |
| 3  | Elle et son regard      | 彼女と彼女のまなざし | Kanojo to Kanojo no Manazashi  | 18 mars 2016          |
| 4  | Elle et son histoire    | 彼女と彼女の物語     | Kanojo to Kanojo no Monogatari | 25 mars 2016          |

## Récompenses
- 2000 - Grand prix du DoGA CG Animation contest[2]